# Tessai Tomioka
Tessai Tomioka (jap. 富岡鉄斎 Tomioka Tessai; ur. 25 stycznia 1837, zm. 31 grudnia 1924) – japoński malarz, uznawany za ostatniego wielkiego twórcę stylu nanga.

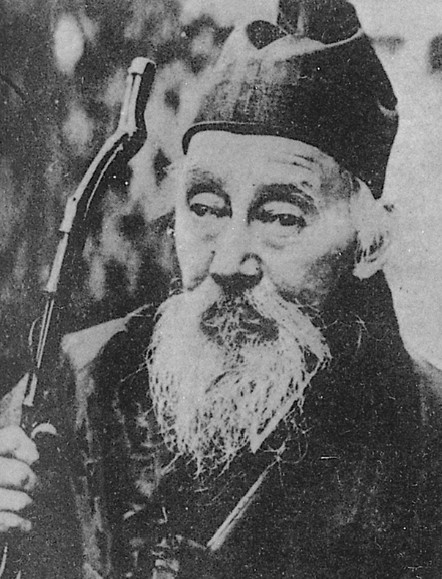
Tessai Tomioka

Pochodził z Kioto, jego ojciec zajmował się dostarczaniem tkanin świątyniom buddyjskim. Otrzymał klasyczne wykształcenie, ucząc się filozofii, malarstwa, historii i poezji. Związany z narodowym ruchem intelektualnym kokugaku, został kapłanem shintō. W młodości wiele podróżował po kraju, usługując w wielu chramach sintoistycznych. Liczne krajobrazy, które wówczas zobaczył, uwiecznił później w swoich obrazach. W 1882 roku porzucił stan kapłański i osiadł na stałe w Kioto, gdzie spędził resztę życia zajmując się malarstwem. W 1907 roku został wezwany na dwór cesarza Mutsuhito, w 1917 roku został mianowany oficjalnym malarzem nadwornym, a od 1919 roku był członkiem Cesarskiej Akademii Sztuk Pięknych.
Potrafił tworzyć do 70 obrazów dziennie, ogólna liczba jego dzieł szacowana jest na ponad 20 tysięcy. Żyjąc w czasach narastającej dominacji zachodnich wzorców artystycznych, pozostał wierny tradycyjnym tematom i technikom japońskiego malarstwa tuszowego. Jego malarstwo wykazuje związek z twórczością dawnych artystów takich jak Chikuden Tanomura, Kaioku Nukina czy Hankō Okada.

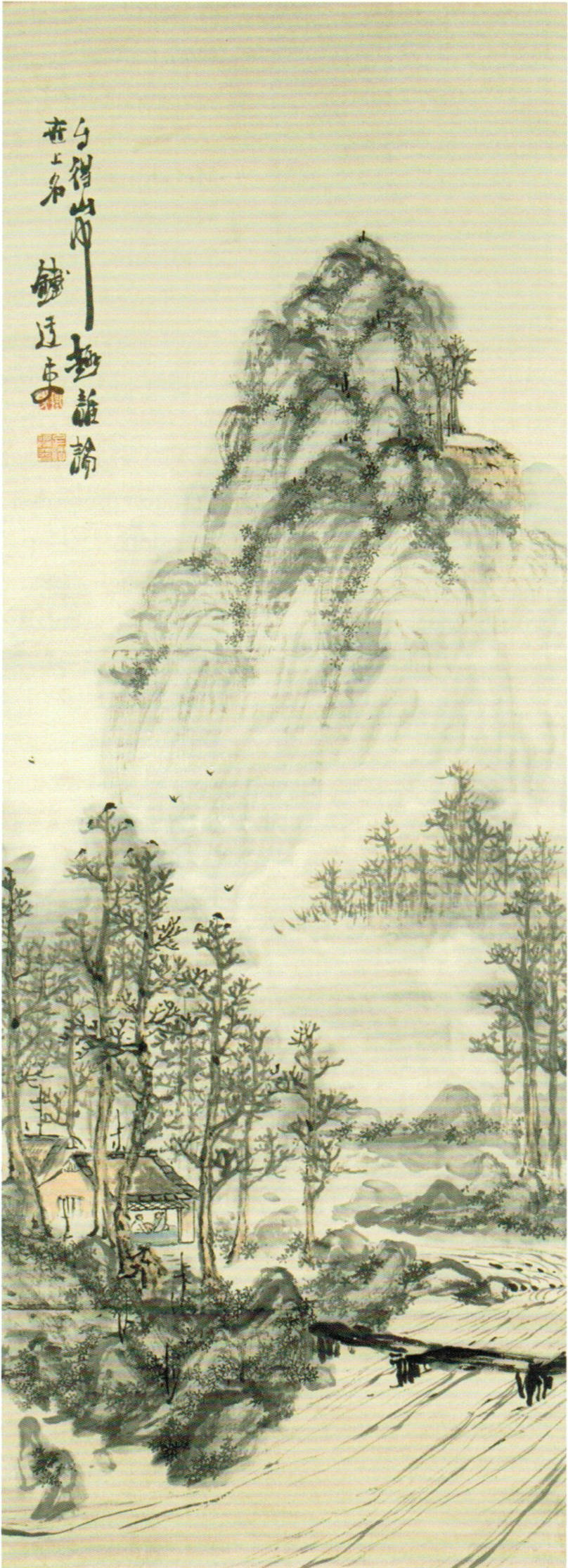
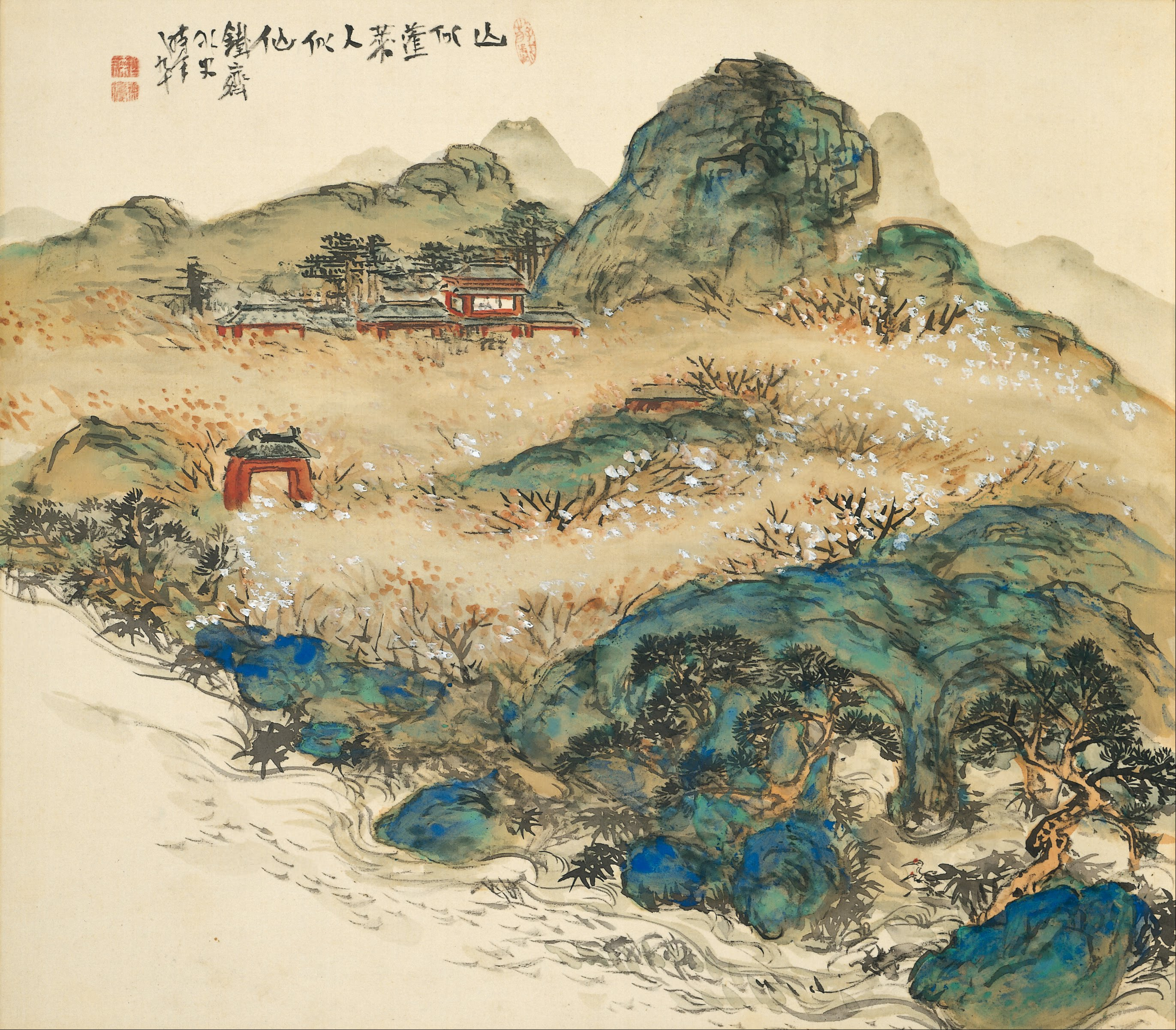
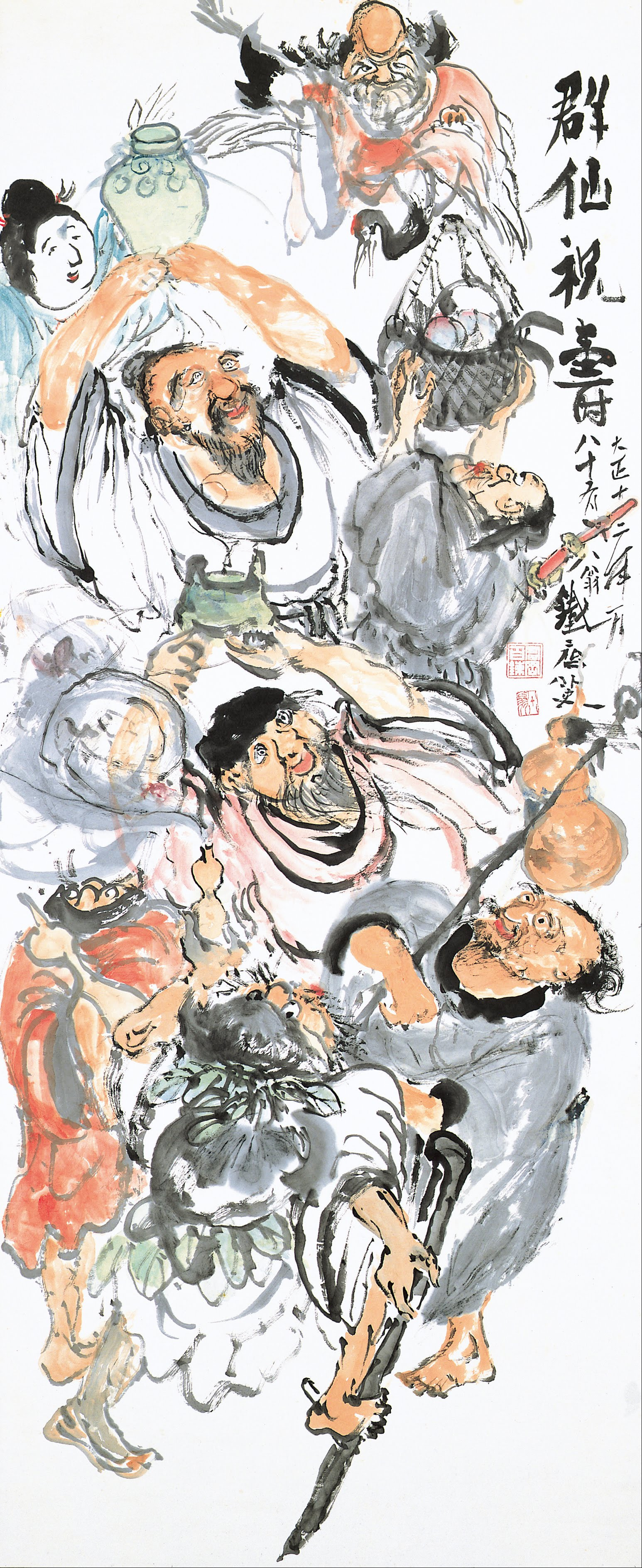
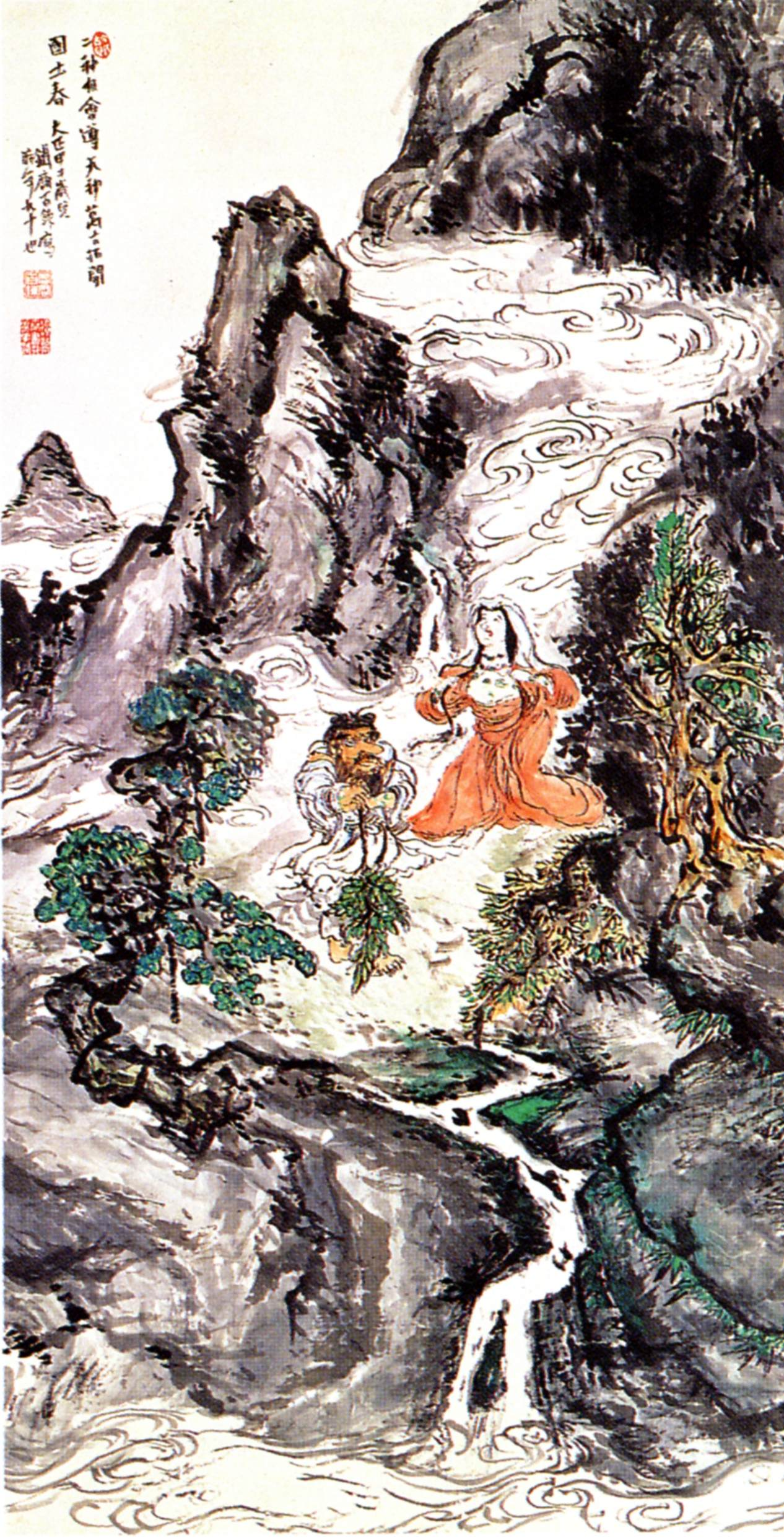
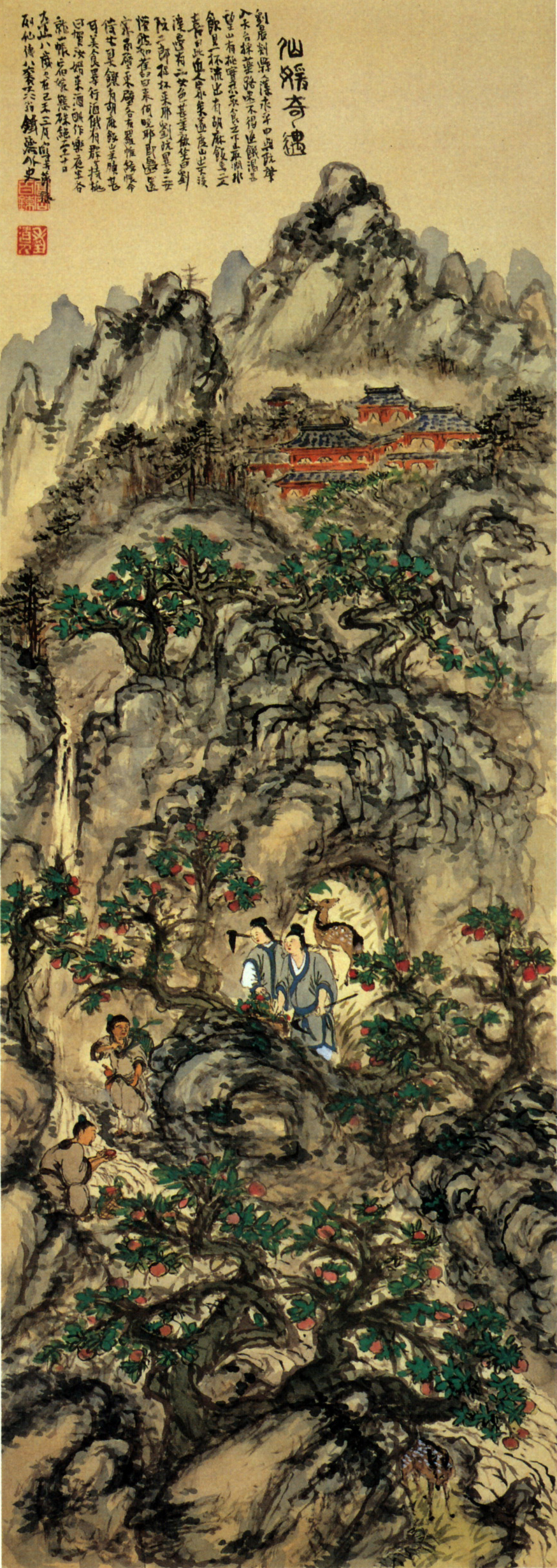